# 2011年2月澳门

## 2月28日
- 房屋局今起安排望廈平民新邨居民調遷至望善樓，預計月底完成程序。新聞局（页面存档备份，存于）
- 政府宣佈十年內出資一百億，分階段逐步完善全澳醫療系統建設。澳門日報
- 社會協調常設委員會資方代表黃國勝表示，目前未是時候推行最低工資立法。市民日報[]
- 立法會昨經過兩句鐘辯論，一般性通過了備受關注的《經濟房屋的建造及出售制度》法案。華僑報（页面存档备份，存于）
- 2010年第4季持單程證的中國大陸移民有3,446人；全年合計共9,056人，按年大幅增加190.2%。統計暨普查局（页面存档备份，存于）

## 2月27日
- 有網民響應中國茉莉花革命，在議事亭前地舉行集會。現代澳門日報[]
- 在昨天一個探討經濟房屋法律的論壇上，多位講者認同建議對申請者設立收入限制，但也有講者質疑設限是否真的為市民。正報
- 三個屋苑(濠庭都會、裕華大廈及祐美大廈)的管理委員會代表到立法會向主席劉焯華遞信，要求盡快修訂《民法典》中之分層所有權制度，保障小業主權益。市民日報

## 2月26日
- 鮑思高青年服務網絡稱，近兩、三年學生的情緒病及精神健康問題顯著增多，出現年輕化、疾病化情況。市民日報[]
- 社會文化司司長張裕強調控煙要按部就班處理，至於加煙稅需要聽取社會意見。現代澳門日報[]

## 2月25日
- 行政長官崔世安出席三八婦女節酒會時指出，當局將加強關注婦女問題，全力推進婦女事業的健康發展。澳門日報
- 一內地勞工在林茂海邊大馬路以電動打磨機切割一大型油罐時發生爆炸，其右腳骨被炸斷。華僑報（页面存档备份，存于）

- 有地產商擔心政府銷售「樓花」的批准書申請的審批時間長，會拖延「樓花」開售。正報

- 立法會第二常設委員會質疑，政府提出的《殘疾津貼及殘疾人士免費衛生護理服務的制度》法案，為何規定只有永久性居民才可享有殘疾津貼和免費醫療的福利。華僑報（页面存档备份，存于）

## 2月24日
- 中級法院駁回龐巴迪運輸提起「效力之中止」保存程序。新聞局（页面存档备份，存于）
- 廉政公署將4名涉嫌觸犯受賄罪的仁伯爵綜合醫院助理員及2名涉嫌行賄的梁姓人士帶返公署調查。新聞局（页面存档备份，存于）
- 新口岸皇朝區變電站早上11：08分發生停電事故，全澳多處地區受影響。新聞局（页面存档备份，存于）
- 一名現役出入境事務廳男警員疑跳新口岸水塘自殺，屍體兩日後浮上水面被發現，司警初步調查認為案件無可疑。自來水公司案發後即時停用水塘儲水並水質化驗。正報
- 終審法院裁定許榮聰等就治安警察局局長不允許他們在中聯辦大樓外進行示威集會的批示的司法上訴失敗。華僑報（页面存档备份，存于）

## 2月23日
- 治安警察局下周一起為所有外地僱員簽發新的「外地僱員身份認別證」，取代現有俗稱「藍卡」的非本地勞工身份卡。現代澳門日報[]
- 立法會第一常設委員會完成討論《年資獎金、房屋津貼及家庭津貼制度》法案，最終政府亦無意將公務員年資獎金對象涵蓋至非退休及撫恤制度的人員。市民日報[]
- 澳門作曲家、作家及出版社協會主席吳國恩認為有部分政府部門和中小企業對於音樂版權的尊重不足。澳門日報
- 特區政府延長對低收入人士的工資補貼臨時措施一年，並且將補貼上限由原每月四千元調升至四千四百元，政府外判清潔和保安服務的最低工資標準也將隨之調升。華僑報（页面存档备份，存于）
- 政府將設立科學技術獎，兩年評選一次。其中，自然科學獎及技術發明獎一等獎是一百萬澳門元。正報

## 2月22日
- 行政長官崔世安澄清，原經濟房屋輪候戶將沿用現有《經濟房屋的建造及出售制度》，無須按新法設收入限制，符合原來上樓資格者不會被踢出輪候名單。澳門日報

- 行政長官崔世表示，已正式作出批示，由行政法務司司長全面檢討公共部門工作人員出外公幹津貼制度。新聞局（页面存档备份，存于）

- 就有灝景峰業主反映該廈出現之樓宇管理問題，房屋局與該廈發展商及其委託之物業管理公司代表進行會面。新聞局（页面存档备份，存于）

- 維澳蓮運再度表示沒法招聘足夠的巴士司機。交通事務局局長汪雲表示，按本澳有數千人擁有重型客車駕駛執照，相信可提供足夠人力資源。正報

## 2月21日
- 審計署完成《公共部門工作人員出外公幹》衡工量值式審計報告。其中體育發展局在2009年訪問葡萄牙期間曾入住每晚13000元的酒店。新聞局（页面存档备份，存于）正報
- 澳門特別行政區護照獲老撾落地簽證待遇。新聞局（页面存档备份，存于）
- 上月通貨膨脹率按年上升4.92%。統計暨普查局（页面存档备份，存于）
- 社會文化司司長辦公室正式宣佈，教青局局長蘇朝暉調任高教辦主任，其職位由副局長梁勵取代。華僑報（页面存档备份，存于）

## 2月20日
- 約300名黑沙環裕華大廈居民昨晚再到早前被懷疑興建骨灰龕場的地舖聚集並遊行抗議。市民日報[]
- 土地工務運輸局推出青洲都市化整治計劃，保留青洲山並發展成市政公園和原址保護修道院等。政府表示不希望因此換地，重申計劃中已適度放寬樓高和擴大發展面積，比1996年的規劃有利。華僑報（页面存档备份，存于）

## 2月19日
- 遼寧旅客毆打導遊事件：
  - 澳門專業導遊協會會長胡惠芳說，已委托律師跟進，不排除到遼寧瀋陽法院提出訴訟。商業電台（页面存档备份，存于）
- 美國政府正對非凡航空被取消牌照一事展開調查。事緣一家與非凡有關的美國投資企業，指有人「合謀」令非凡航空「玩完」。澳門論壇日報[]

## 2月18日
- 交通事務局宣佈，試行九個月的新馬路公交專道計劃自2月27日起正式推行。新聞局（页面存档备份，存于）
- 房屋局局長譚光民就經屋法規草案表示，舊人用新制可以體現公共資源合理善用。正報

## 2月17日
- 一名47歲女子早上在鏡湖醫院去世。她是本年度首位因甲型H1N1流感死亡的個案。新聞局（页面存档备份，存于）
- 行政會完成討論《經濟房屋的建造及出售制度》、《房地產中介業務法》、《舊區重整法律制度》三部法案。其中經屋法案建議未來經屋全部由特區政府主導建造，申請人須為年滿18歲的澳門永久性居民，禁售期則由現行6年延長至16年；至於居民關注申請經屋的收入和資產上限，則會由行政長官設定。市民日報[]
- 立法會以七票贊成、十七票反對否決青洲坊聽證動議。華僑報（页面存档备份，存于）
- 三家藥房懷疑售賣冒牌藥油長達十年，七人被海關帶走調查。現代澳門日報[]
- 博彩企業員工協會舉行記者會，強烈要求娛樂場實施全面禁煙。澳門日報
- 新視角學會調查顯示，18%受訪市民對未來前景悲觀，21%表示樂觀。正報

## 2月16日
- 核數師梁金泉獲委任行政長官委任為澳廣視常務董事，接替辭職的江濠生。新聞局（页面存档备份，存于）
- 何鴻燊家族分產糾紛事件：
  - 何鴻燊代表律師高國駿，第二度代表何入稟高院控告二、三房，指二房的何超瓊、何超鳳食言未有歸還Lanceford股權。明報（页面存档备份，存于）
- 有愛護動物人士反映，十多隻居於盧九花園的貓隻在近月失蹤。澳門日報

## 2月15日
- 遼寧旅客毆打導遊事件：
  - 涉於昨日在外港客運碼頭打傷一名本地導遊的三名遼寧旅行團旅客，已經在近百名澳門導遊前當面公開道歉後，於清晨隨同行的旅行團離開本澳。保安司司長張國華稍後在記者會上指，案件涉普通傷人，且非現行罪，不能將涉案者扣留。華僑報（页面存档备份，存于）
- 衛生局局長李展潤指出新修訂的控煙法法案，有關娛樂場所的禁煙規定上出現「筆誤」，令外界誤以為法律生效後3年，娛樂場需要全面禁煙。正報
- 行政長官崔世安在廣東省人民政府春節晚宴上表示，國務院已經批准《粵澳合作框架協議》，粵澳合作將邁進新的歷史階段。新聞局（页面存档备份，存于）

## 2月14日
- 遼寧旅客毆打導遊事件：
  - 一個廿六人遼寧旅行團早上抵澳後，疑有團員不滿負責接待的女導遊未有高舉接團牌而出言責駡。雙方理論期間，另團一名男導遊上前勸阻，疑遭三名男團員圍毆，倒地受傷送院。
  - 晚上近百名本地導遊不滿涉打人者如常行程，於新口岸海立方娛樂場外包圍旅行團的旅遊巴，不准離開，要求有關人士下車道歉及警方查明事件，嚴懲打人者，確保導遊安全，否則翌日發起罷工。澳門日報
- 房屋局局長譚光民表示，經濟房屋參考呎價約一千一百元，經屋修定草案已交立法會排期審議，爭取今年上半年可開始永寧經屋上樓程序。市民日報[]
- 就近期奶粉缺貨問題，澳門大藥房商會向衛生局保證，會盡力處理有關問題。新聞局（页面存档备份，存于）
- 運輸工務局局長賈利安表示，一幅青洲坊附近的土地可望於今年第一季推出拍賣。正報
- 中聯辦舉行春茗。主任白志健稱，即將召開的兩會將審議通過十二五規劃，作為國家總體發展戰略的重要組成部分，澳門也將迎來新歷史機遇，華僑報（页面存档备份，存于）
- 澳門地產業總商會會長鍾小健，預期今年樓價會有5%至10%的升幅。新華澳報

## 2月13日
- 環境保護局環保基建管理中心主任陳國浩表示，局方今年將會於焚化中心設立廚餘試點，預計試點每日可處理二百至數百公斤廚餘。正報

## 2月12日
- 本日是開放給全澳居民免費接種季節性流感疫苗的首日，共有700名居民到三間衛生中心接種疫苗。至今累計全澳共有約7萬人次已接種疫苗。新聞局（页面存档备份，存于）
- 天主教澳門教區主教黎鴻昇表示，風順堂地下升降式垃圾桶計劃雖具一定可行性，但認為太接近世遺景點並不適宜。澳門日報[]

## 2月11日
- 同時是全國人大代表的立法會主席劉焯華認為，現在的澳門區全國人大代表選舉辦法符合澳門實際情況、符合澳門在「一國兩制」之下作為中央直轄的特別行政區的法律地位，因此暫時沒有必要改變。又透露行政長官崔世安將於每年四月、八月和十一月三次到立法會，回答議員的問題。正報
- 政府部門昨聯合發出新聞稿稱，就大熊貓禮品館出售貨品的問題，尚未有任何與有關貨品上標示之相關或類似的商標在澳門特別行政區作出註冊或申請，亦未發現該品牌在澳門的商標持有者或權利人。新聞局（页面存档备份，存于）
- 交通局局長汪雲就的士違規數字上升表示，今年會繼續重點打擊的士違規行為，同時着手修改《的士規章》，擬加重的士違規行為的罰則。澳門日報
- 特區政府動用100個公共房屋單位分配予青洲坊合資格家團。新聞局（页面存档备份，存于）

## 2月10日
- 青年權益會籌委會到政府總部遞信，促請政府盡快出招調控樓市及加快興建公屋，盡快解決市民住樓困難。市民日報[]
- 《環珠江口宜居灣區建設重點行動計畫》”初步成果諮詢期雖已於當日結束，但政府表示規劃部門也會繼續透過舉行不同的宣傳講解活動，向社會各界介紹計劃，聽取意見。新聞局（页面存档备份，存于）

## 2月9日
- 澳門郵政宣佈，鑑於埃及局勢影響，本澳至埃及的所有郵政服務暫停，直至另行通告為止。新聞局（页面存档备份，存于）
- 社工局社會互助廳廳長蔡兆源指，有關殘疾評估登記證的申請工作於3月11日才正式開始，且市民無需付費，他呼籲市民提高警覺以防受騙。華僑報（页面存档备份，存于）
- 新澳門學社致函澳區全國大人代表，促請他們行使發言及提案權，使本澳的中國公民實踐憲法的權利，將來可以一人一票選出澳區人大代表。正報
- 立法議員吳國昌批評，政府根本沒打算就《環珠江口宜居灣區建設重點行動計劃》真正進行諮詢。又質詢指指陸路整體交通運輸政策諮詢文本與現實脫節。正報正報
- 工聯氹仔綜合服務中心發表一份「澳門離島社區服務需求問卷調查」分析報告，在超過六百名受訪離島居民中，社區交通為受訪者首要關注的問題。澳門日報

## 2月8日
- 何鴻燊家族分產糾紛事件：
  - 何鴻燊代表律師高國駿晚上發表聲明，指有關何鴻燊已就資產分配達成共識的報道不確實。何超瓊深夜發表聲明稱，過去一周，自己及二、三房成員沒有就Lanceford股權向傳媒發表聲明，表示知道父親希望家族成員能以互諒互讓、以和為貴的精神處理事件，並達至共識，非常尊重他的意願。澳門日報

## 2月7日
- 胡氏集團主席胡順謙希望，本澳各鮮活食品批發商能憑良知，將鮮活食品降價，又希望可以開放鮮活食品供應市場。正報
- 今年，澳門半島及氹仔兩個煙花炮竹燃放區共有五萬七千六百多人次進場，比去年增加百分之四十二。華僑報（页面存档备份，存于）

## 2月6日
- 新馬路新中央酒店內的升降機發生故障停頓，十名旅客被困不適送院。正報
- 環保局副局長黃蔓紅表示，本澳自行立法限制食用珍稀物種仍言之過早。另外民政總署管委會委員伍秉賢表示基於自由市場，民署不會干預售價。華僑報（页面存档备份，存于）

## 2月5日
- 較早前乘坐漏油客機的澳航乘客，獲安排乘坐下一班班機，於凌晨四時抵澳。澳門電台（页面存档备份，存于）
- 民署管委會委員馬錦強出席一項公開活動回應熊貓館禮品店有懷疑侵權貨品售賣時指，當局發現貨品有問題已即時下架。他又指事件只屬個別事件，但未有回應議員批評當局版權意識不足。澳門電台（页面存档备份，存于）

## 2月4日
- 澳門航空公司一架原訂由北京飛往澳門的A321客機下午起飛時漏油，機上乘客經疏散後證實無人傷亡。機上乘客包括電影導演馮小剛和演員張國立。新華社 Archive.today的存檔，存档日期2013-04-28
- 治安警深夜在外港客運碼頭揭發有人涉嫌炒賣黃牛船票，並於一家旅遊社內檢獲200多張船票。案件已交檢察院處理。市民日報[]

## 2月3日
- 兔年在兩家醫院誕生的首胎嬰兒皆為男性。市民日報[]
- 前一日在沙梨頭北街車禍中受傷的女子於凌晨四時不治。澳門電台（页面存档备份，存于）
- 勞工事務局長孫家雄表示，爭取勞資官三方在今年內就最低工資立法達成基本共識。澳門日報

## 2月2日
- 行政長官、中聯辦、外交部特派員、解放軍駐澳部隊分別發表新春賀辭。澳門日報[]新聞局（页面存档备份，存于）新聞局（页面存档备份，存于）新聞局（页面存档备份，存于）
- 凌晨有人在大三巴牌坊觀景台企圖偷取旅客投擲的硬幣被捕。新聞局（页面存档备份，存于）
- 政府宣佈，延長《土地法》諮詢期至月底。新聞局（页面存档备份，存于）
- 政府自發展商回購永寧經屋一百二十五個單位。印務局（页面存档备份，存于）

## 2月1日
- 何鴻燊家族分產糾紛事件：
  - 何鴻燊女兒何超瓊發表聲明，表示對昨日發生的事件感到驚訝，因為這「與父親於不下一次，在醫生與律師在場的情況下，表達的指示並不相符。」她對於此事被公開展示感到遺憾。香港電台（页面存档备份，存于）
- 去年第4季總體建築工人的平均日薪為619澳門元，較前一季上升13.8%。統計暨普查局（页面存档备份，存于）
- 澳門美高梅宣佈非管理層加薪5%，下月一日起生效。澳門日報
- 行政會日前完成討論《殘疾津貼及殘疾人士免費衛生護理服務的制度》法律草案和《調整公共行政工作人員的薪俸、退休金及撫卹金》法律草案。新聞局（页面存档备份，存于）
- 政府聲稱，基於「公共利益」，並沒有自發展商收回青洲坊土地，但日後與發展商修改合同時，會依照《土地法》的相關規定，對因無法按時完成補償和清拆作出扣減。新聞局（页面存档备份，存于）
- 新澳門學社督促政府全力興建公共房屋，落實明年底完成萬九公屋的目標。正報
- 就春節期間酒店房價被炒高數倍甚至過萬元一事，旅遊業議會理事長胡景光冀業界自律及政府加強監管。公用事業關注協會稱政府要規定節日房價調升的百分率，同時要鼓勵投資者投建低價位酒店客房。華僑報（页面存档备份，存于）
- 政府發出新聞稿，指《環珠江口宜居灣區建設重點行動計畫》編制組日前到訪本澳，邀請多位《大珠三角城鎮群協調發展規劃研究》澳方顧問及政府部門代表提出意見。新聞局（页面存档备份，存于）